# 君にもっと近づきたくて
「君にもっと近づきたくて」（きみにもっとちかづきたくて）は原田真二24作目のシングル。

## 解説
- デビュー10周年シングル3部作完結楽曲。本作を以てレコード会社をNECアベニューに移籍。新作ではフォーライフ・レコード最後のキャリア。
- 荻野目洋子が出演した「SHARP　ビデオカメラ」TV-CMソング。
- テレビ歌番組ではブレイクダンスを交えながらパフォーマンスを披露。
- B面は一人多重コーラスによるアカペラ・バージョンの「キャンディ」。
- 「CANDY」と英語で表記されている。
- 1988年9月21日発売ベスト・アルバム「ABSOLUTE MIX」に2曲とも収録。

## 収録曲
両曲作詞・作曲・編曲：原田真二（特記以外）

### SIDE A
君にもっと近づきたくて　（4分42秒）

### SIDE B
CANDY　（3分43秒）
- 作詞：松本隆

## ミュージシャン
原田真二